# Estadio Ruta de la Plata
El Estadio Ruta de la Plata es un recinto deportivo de titularidad municipal situado en Zamora, capital de la provincia del mismo nombre, Castilla y León, España. 
 Fue inaugurado el 1 de septiembre de 2002, con el partido Zamora C.F. 1-1 C.D. Ourense. 
 Cuenta con capacidad para 7813 espectadores. 

También fue sede, el día 1 de abril de 2003, de un partido de selecciones clasificatorio para el Europeo Sub-21 entre España Sub-21 y Armenia Sub-21 con resultado de 5-0 para España.

## Historia
: Historia Estadios de Zamora.
El Estadio Ruta de la Plata fue construido en sustitución del antiguo campo del Zamora C.F., La Vaguada, que se había quedado obsoleto en muchos aspectos, no siendo por su antigüedad, 15 años, sino por su reducida capacidad (5 000 espectadores) y por sus mediocres instalaciones. 

### Antiguos Estadios

#### Campo de San Jerónimo
El campo de San Jerónimo fue el primero de los campos que existió en la ciudad de Zamora. En él llegó a jugar los primeros equipos de la ciudad: El Racing de Zamora, Athletic de Zamora, Los Viriatos, La Cultural de Zamora, el CD Zamora, etc.
Además, dicho campo llegó a ser visitado por equipos que actualmente están o han estado entre los grandes como la U.D. Salamanca, el Burgos C.F., el Real Valladolid C.F....también lo visitó la Cultural Leonesa (el primero de todos ellos, contra el CD Zamora).
Paradójicamente, el campo de San Jerónimo se encuentra justo al lado del actual estadio rojiblanco: "Ruta de la Plata". Este antiguo campo ocupó los terrenos del desaparecido convento, del mismo nombre.

#### Campo de fútbol de Pantoja
El segundo de los campos que se construyeron en Zamora fue el campo de Pantoja, situado junto a las Tres Cruces.
Fue inaugurado el 4 de febrero de 1934 ganado el Zamora (C.D. Zamora) al Delicias de Valladolid (actual Real Valladolid Promesas). Para la terminación del campo se efectua una suscripción popular, aportando el Sr. Obispo la cantidad de 25 pts.
Otros célebres partidos que han tenido lugar fueron: el partido internacional entre el la Selección Tras Os Montes de Barganza y C.S. Lisboa, jugado el 15 de febrero del mismo año. Más tarde, el 21 de febrero jugaba el Zamora contra la U.D. Salamanca, ganando los zamoranos por 4-2. Entonces, había mucha rivalidad entre charros y zamoranos.

#### Campo de fútbol Ramiro Ledesma
El estadio Ramiro Ledesma fue calificado por muchos por uno de los mejores que ha tenido el Zamora, destacando de él su gran y señorial tribuna. Tenía una capacidad para 5 000 personas.
Ramiro Ledesma fue un zamorano, nacido en Alfaraz de Sayago, que ocupó altos cargos en las JONS, (Ramiro Ledesma fue asesinado al principio de la Guerra Civil).
Fue inaugurado en el 12 de septiembre de 1951 con la asistencia del gobernador civil, José María Alfín y del alcalde Sr. Pérez Lozao. Se juega contra el Real Celta de Vigo que alineaba a Pazos, Gailós, Calviño, Sansón, Villa, Atienza, Lolín, Olmedo, Mekaule, Vázquez y Sorá. Ganó el Celta 2-5.

#### Campo de fútbol La Vaguada
El estadio de "La Vaguada" ha sido uno de los más emotivos y de "buen" (y también malo) recuerdo entre los aficionados zamoranos. Fue inaugurado en los años ochenta, concretamente en el mes de agosto del año 1985, contra el C.D. Marino. El partido inaugural lo ganaron los zamoranos 4-2. 
Realmente fue un campo muy mediocre, con una pobre tribuna y una simplona preferencia sin tejadillo (dicho tejadillo fue puesto ya casi al final, en el año 1997). En este campo se han vivido verdaderos partidos: Entre ellos, los fatídicos partidos de ascenso contra el C.D. Lalín (2-4), el Celta Turista (2-2) y otros tantos. Otros partidos destacados fueron el del Sporting de Gijón, en el Trofeo Ciudad de Zamora (1-3), contra el C.D. Tenerife (2-2) y también destaca la visita del Cádiz C. F. y Nàstic de Tarragona, ya en el año 2000, con Tomé en el banquillo.
El estadio de "La Vaguada" tenía una capacidad de 5 000 personas.

### Inauguración
Fue inaugurado el 1 de septiembre de 2002, con el partido Zamora C.F. 1-1 C.D. Ourense. El primer gol del Ruta de la Plata lo marcó Pedro Pascual del Zamora C.F. por entonces en el minuto 56. La primera victoria en el Ruta de la Plata fue en la jornada 4 (2002-03) contra el A.D. Alcorcón, 2-0.

## Instalaciones
En su concepción tenía una capacidad de 8 000 espectadores. El estadio se divide en cuatro sectores: Tribuna (2500), Preferencia (2500), Fondo Norte (1500) y Fondo Sur (1500). También, hacer mención al palco, compuesto por unas 50 butacas, situada en la zona de tribuna. Además, el Ruta de la Plata cuenta con bar vip y palcos vip, los cuales, son una fuente de ingresos importante para el club. 

Su arquitectura es casi idéntica a la del estadio del C.D. Numancia, "Los Pajaritos". 

Las dimensiones del terreno de juego son 104x70 m. 

Actualmente cuenta con capacidad para 7 813 espectadores. 

El complejo cuenta además con dos campos de hierba artificial y un campo de hierba natural que son utilizados por los equipos de cantera del Zamora C.F.

## Accesos al Estadio
El estadio se encuentra en la calle de Salamanca, s/n, 49028 Zamora.

### Autobús urbano
Ocasionalmente se ponen en servicio líneas especiales con motivo de diversos eventos, como mercadillos o partidos de fútbol del Zamora C.F.. La empresa que gestiona el transporte público es SemuraBus.

#### Líneas especiales al Estadio
| Línea        | Recorrido                                              | Horario | Horario | Horario | Frecuencia (I / II / III) | Servicio minusválidos |
| Línea        | Recorrido                                              | Lunes a viernes (I) | Sábados (II) | Domingos y festivos (III) | Frecuencia (I / II / III) | Servicio minusválidos |
| ------------ | ------------------------------------------------------ | --- | --- | --- | --- | --------------------- |
| Línea 2      | Ctra. Fermoselle – Pza. Alemania                       | 7:20 a 22:30 | 7:20 a 22:30 | 9:00 a 22:30 | 15'-20'-30' / 20'-30' / 30' |                       |
| Línea 7      | Ctra. Fermoselle – Hospital Virgen de la Concha        | Ida: 7:20 Vuelta: 7:40 - 15:10 | No presta servicio | No presta servicio | Horarios fijos |                       |
| S. E. Fútbol | Pta. la Feria/Pza. Alemania – Estadio Ruta de la Plata | 45 min antes del partido (Pta. la Feria – Estadio Ruta de la Plata) 20 min antes del partido (Pza. Alemania – Estadio Ruta de la Plata) | 45 min antes del partido (Pta. la Feria – Estadio Ruta de la Plata) 20 min antes del partido (Pza. Alemania – Estadio Ruta de la Plata) | 45 min antes del partido (Pta. la Feria – Estadio Ruta de la Plata) 20 min antes del partido (Pza. Alemania – Estadio Ruta de la Plata) | 45 min antes del partido (Pta. la Feria – Estadio Ruta de la Plata) 20 min antes del partido (Pza. Alemania – Estadio Ruta de la Plata) |                       |

## Partidos internacionales

### Selección española sub-21
Partido de clasificación Eurocopa Sub-21 2004 del grupo 6.
| 1 de abril de 2003, 20:00 (UTC +2)               | España | 5-0 (2-0) | Armenia | Estadio Ruta de la Plata, Zamora                                                 |                                                                                  |
|                                                  | Mikel Arteta 24' (p) Javier Portillo 44' (p) Javier Portillo 57' Galust Petrosyan 66' (p.p.) Valeri Aleksanyan 85' (p.p.) |           |         | Asistencia: 4.500 espectadores Árbitro(s): Saso Lazarevski (Macedonia del Norte) | Asistencia: 4.500 espectadores Árbitro(s): Saso Lazarevski (Macedonia del Norte) |
| Partido de clasificación Eurocopa Sub-21 de 2004 | |           |         |                                                                                  |                                                                                  |

## Rugby
El estadio Ruta de la Plata iba a ser sede de la final de la Copa del Rey de Rugby de 2020, pero fue suspendido por la COVID-19:
| 26 de abril de 2020 (suspendido por la COVID-19) |  | vs. |  | Estadio Ruta de la Plata, Zamora, |  |